# Tiếng Batuley
Batuley (Gwataley) là một ngôn ngữ được nói ở Quần đảo Aru phía đông Indonesia. Ngôn ngữ này gần giống với Mariri.